# Petit-Palais-et-Cornemps
Petit-Palais-et-Cornemps é uma comuna francesa na região administrativa da Nova Aquitânia, no departamento da Gironda. Estende-se por uma área de 14,49 km². Em 2010 a comuna tinha 734 habitantes (densidade: 50,7 hab./km²).